# Natriumfluoracetat
Natriumfluoracetat, auch als Natriummonofluoracetat bezeichnet, ist das farblose und hochgiftige Natriumsalz der Fluoressigsäure mit der Konstitutionsformel CH2FCOONa.

## Herstellung
Natriumfluoracetat bildet sich beispielsweise bei der Reaktion von Natronlauge, Natriumcarbonat oder Natriumhydrogencarbonat mit Fluoressigsäure.
{\displaystyle {\ce {NaOH + CH2FCOOH -> CH2FCOONa + H2O}}}
{\displaystyle {\ce {Na2CO3 + 2 CH2FCOOH -> 2 CH2FCOONa + CO2 + H2O}}}
{\displaystyle {\ce {NaHCO3 + CH2FCOOH -> CH2FCOONa + CO2 + H2O}}}

## Eigenschaften
Natriumfluoracetat ist ein farb- und geruchloses Pulver, das in Wasser leicht löslich ist. Der Schmelzpunkt liegt bei 200 °C.

## Toxizität
Natriumfluoracetat ist sowohl bei oraler Aufnahme, als auch bei Inhalation der Stäube oder von Nebeln wässriger Lösungen, als auch bei direktem Hautkontakt, für den Menschen, alle Säugetiere und viele Insekten außerordentlich toxisch.
Nach der Aufnahme des Gifts treten beim Menschen nach etwa 30 Minuten bis maximal drei Stunden erste Symptome einer Vergiftung auf. Übelkeit, Erbrechen zusammen mit Bauchschmerzen sowie Schweißausbrüche, Verwirrung und Unruhe. Hinzu kommen meist noch Muskelkrämpfe, Atemnot und Zyanose. Der Tod wird meist durch eine ventrikuläre Tachykardie hervorgerufen.
Für den Menschen wurde die letale Dosis auf 2 bis 10 mg·kg−1 Körpergewicht hochgerechnet.
Subletale Dosen führen zu Gewebschäden in Organen mit erhöhtem Energiebedarf, speziell im Gehirn, den Keimdrüsen, Herz und Lunge.
Katzen können sich durch den Verzehr von vergifteten Nagern vergiften (siehe Verwendung). Die mittlere letale Dosis LD50 für Katzen liegt bei 0,3 bis 0,5 mg·kg−1. Für verschiedene Vogelarten wie Haussperling und Star wurden LD50-Werte von 2 bis 3 mg·kg−1 ermittelt. Bei Meerschweinchen liegt der Wert bei 0,3 bis 0,4 mg·kg−1.
Für wirbellose Wassertiere (EC50 = 350 mg a. i./Liter), als auch für Fische (LC50 = 54–970 mg a. i./Liter) ist die Verbindung dagegen nahezu ungiftig (EC: effektive Konzentration, LC: letale Konzentration).
Die hohe Toxizität, die leichten Beschaffungsmöglichkeiten oder die einfache Herstellung von Natriumfluoracetat machen diese Verbindung zu einer potenziellen Waffe in der Hand von Terroristen.

### Wirkungsmechanismus
Nach der Aufnahme wird Natriumfluoracetat (1) im Körper zu (2R, 3S)-Fluorcitrat (3) metabolisiert (vgl. Abbildung). Dieses Derivat des Citrats hemmt das Enzym Aconitase, das normalerweise die Umwandlung von Citrat in cis-Aconitsäure katalysiert. Dadurch wird der Citratzyklus unterbrochen und im Körper reichert sich Citrat an. Die Körperzellen werden dadurch von der Energiezufuhr abgeschnitten. Zellen mit hohem Energiebedarf sind davon am stärksten betroffen.

Metabolisierung von Fluoracetat (1) zu Fluorcitrat (3), ein effektiver Hemmstoff des Citratzyklus. Für Einzelheiten bitte Text beachten.

### Gegengifte
Die Behandlung einer Vergiftung mit Natriumfluoracetat ist, bedingt durch den Eingriff in den Citratzyklus, sehr schwierig. Sobald der Vergiftete Symptome zeigt, ist der Zyklus außer Betrieb gesetzt. Es ist kein effektives Antidot bekannt. In der Klinik sind die Gabe von Muskelrelaxantien, eines Antikonvulsivums und künstliche Beatmung als unterstützende Maßnahmen hilfreich. Es liegen nur wenige Erfahrungen bei der Behandlung von entsprechenden Vergiftungen vor.

## Verwendung

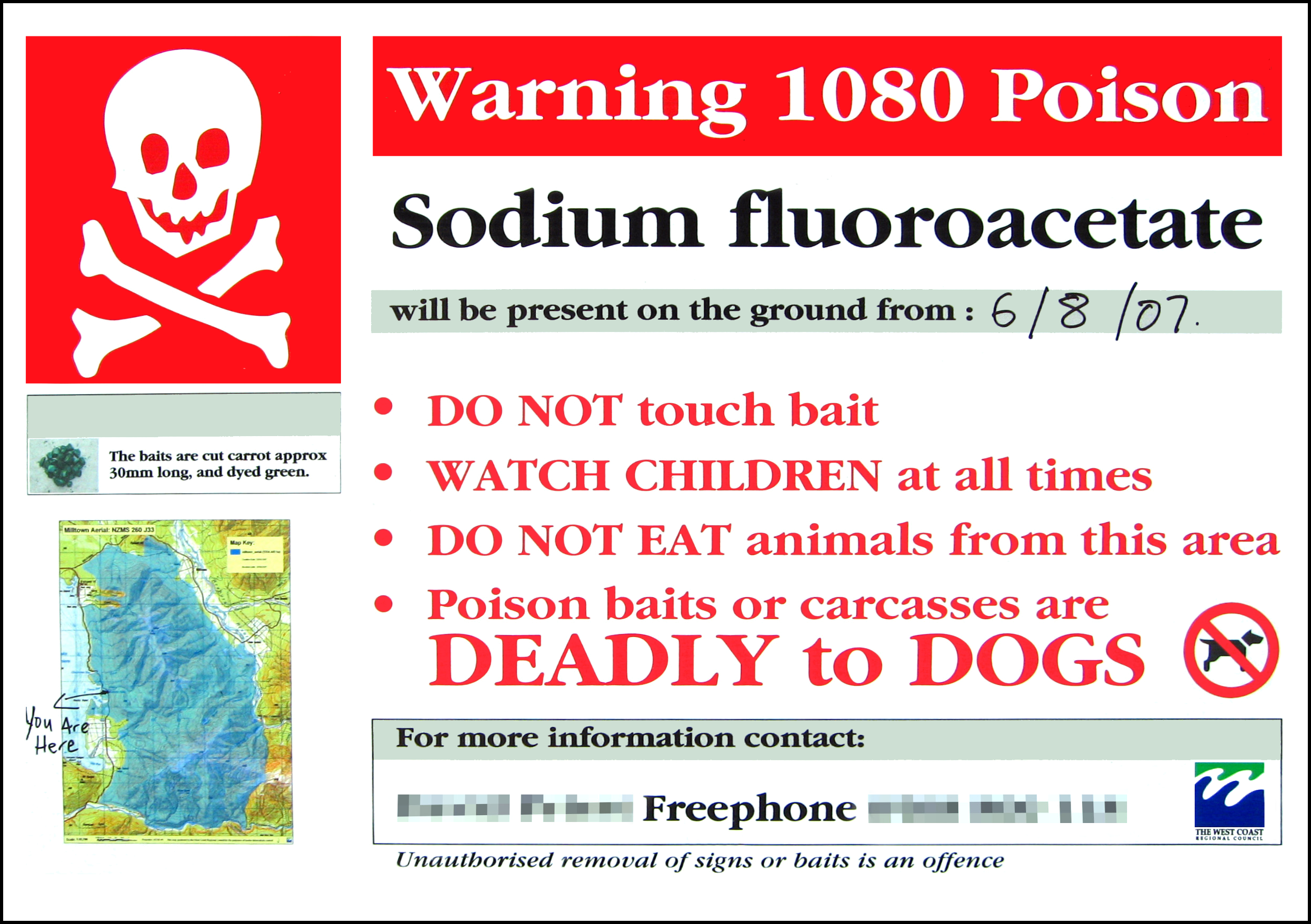
Giftköder mit „1080“ in Neuseeland

In vielen Ländern ist Natriumfluoracetat als Rodentizid zur Bekämpfung von Nagetieren und anderen Säugern zugelassen.
In Neuseeland wird es gegen Possums eingesetzt, in den USA gegen Kojoten. Daneben wird es in Australien, Mexiko und Israel verwendet. In Kanada wird es in den Provinzen Alberta und Saskatchewan gegen Wölfe und Kojoten eingesetzt.
In einigen Veröffentlichungen wird die vorteilhafte Verwendung von 18F-Fluoracetaten als Tumormarker für die Bildgebung bei der Positronen-Emissions-Tomographie von Prostatakarzinomen gezeigt. Da für solche Aufnahmen nur picomolare Mengen eines Tracers benötigt werden, spielt die Toxizität von Natriumfluoracetat in diesem Fall keine Rolle. Das Verfahren befindet sich noch in der Entwicklungsphase.

## Natürliches Vorkommen

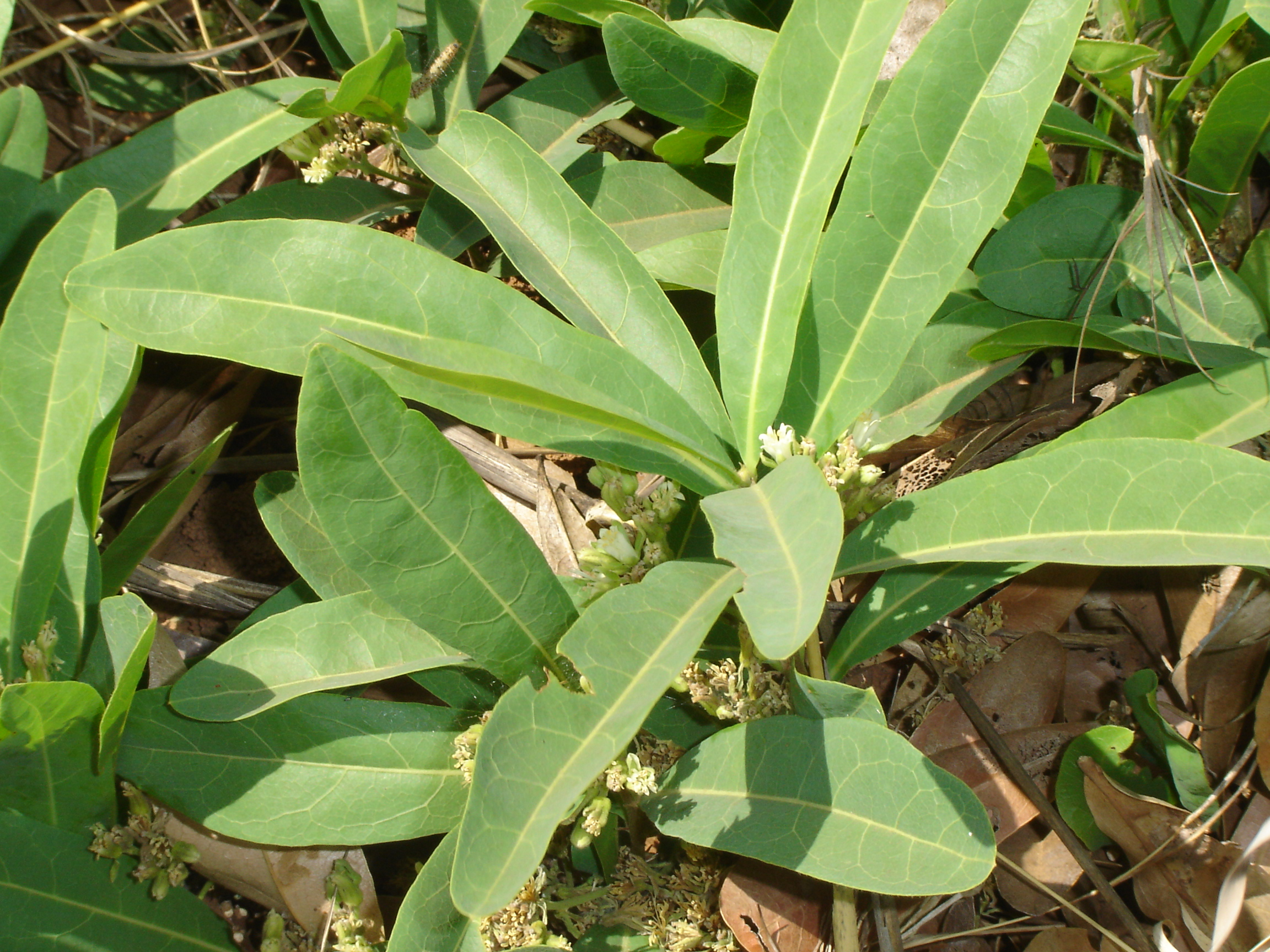
Das südafrikanische Gifblaar (Giftblatt) verdankt seinen Namen im Afrikaans dem enthaltenen Natriumfluoracetat.

Das Salz ist in über 40 Pflanzenarten Australiens, Brasiliens und Afrikas enthalten. Beispielsweise kommt es in den Blättern der südafrikanischen Pflanzenart „Gifblaar“ (Dichapetalum cymosum) vor. Es ist für eine Vielzahl von Viehvergiftungen verantwortlich. Bereits etwa 30 g reichen aus, um ein Schaf zu töten.
Es ist eine von wenigen natürlichen fluororganischen Verbindungen. In außerordentlich kleinen Mengen konnte die Verbindung auch in Teeblättern nachgewiesen werden.